# 塔夫里斯凱 (扎波羅熱區)
47°39′21″N 35°41′44″E / 47.65583°N 35.69556°E
塔夫里斯凱（羅馬化：Tavriiske）是烏克蘭東南部扎波羅熱州扎波羅熱區塔夫里斯凱市镇内的村落及其行政中心。處於金卡河右岸，始建於1770年，面積13.21平方公里，海拔高度41米。2001年人口3,456，2015年估計為2,338。

## 历史
该村在1939-2016年间名为基洛韋（烏克蘭語：Кірове）。